# Maria Wächtler
Maria Wächtler (* 1981 in Karl-Marx-Stadt) ist eine deutsche Chemikerin und Hochschullehrerin.

## Leben
Wächtler studierte Chemie an der Friedrich-Schiller-Universität Jena. Ihre Diplomarbeit zur Auswertung von Vanadium-Festkörperkernspinresonanzspektren in Haloperoxidasen in der Gruppe von Gerd Buntkowsky wurde mit dem Examenspreis der Universität für die beste Abschlussarbeit der Chemisch-Geowissenschaftlichen Fakultät sowie dem Bunsen-Bücherpreis der Deutschen Bunsen-Gesellschaft für Physikalische Chemie ausgezeichnet. In ihrer anschließenden Promotion in der Gruppe von Benjamin Dietzek untersuchte sie insbesondere Rutheniumpolypyridinkomplexen als Lichtsammler in der künstlichen Photosynthese mittels ultraschneller Ultrakurzzeit- und Resonanz-Raman-Spektroskopie. Ihre Doktorarbeit wurde mit dem Promotionspreis Chemie der Universität Jena sowie dem Albert-Weller-Preis der Fachgruppe Photochemie der Gesellschaft Deutscher Chemiker ausgezeichnet.
Im Anschluss arbeitete sie als Postdoc am Leibniz-Institut für Photonische Technologien, wo sie seit 2015 die Arbeitsgruppe Ultrakurzzeitspektroskopie und seit 2020 die Arbeitsgruppe Quantenbegrenzte Nanostrukturen leitete. Von 2021 bis 2022 war sie Vorsitzende der young Physical Chemists, der Nachwuchsorganisation der Bunsen-Gesellschaft. Im Oktober 2022 nahm sie den Ruf für eine W2-Professur an der Technischen Universität Kaiserslautern (seit 2023 die Rheinland-Pfälzische Technische Universität Kaiserslautern-Landau) für Physikalische Chemie an. Wächtler war Mitglied im Landesforschungszentrum Optik und Materialwissenschaften. Im März 2024 wurde sie zur Universitätsprofessorin (W3) an der RPTU in Kaiserslautern ernannt. Nachdem Wächtler 2024 einen Ruf an die Universität Paderborn ablehnte, nahm sie im Januar 2025 den Ruf auf eine W3-Professur für Physikalische Chemie der Christian-Albrechts-Universität zu Kiel an.

## Forschungsschwerpunkte
Maria Wächtlers Forschungsschwerpunkt bildet insbesondere die Untersuchung von Photosensibilisatoren für die künstliche Photosynthese, insbesondere für die lichtgetriebene Wasserstoffherstellung. Zu diesem Zweck nutzt sie unter anderem Ultrakurzzeit-Spektroskopie wie transiente Absorptionsspektroskopie zur Verfolgung von schnellen lichtinduzierten Prozessen, z. B. Ladungs- oder Energietransfers. Hierfür untersuchte sie insbesondere Metallkomplexfarbstoffe auf Rutheniumbasis und später auch auf Basis häufiger Metalle wie Eisen oder Kupfer.  
Seit 2020 fokussiert sich ihre Arbeit auf photoaktive Hybridmaterialien auf Basis kolloidaler Halbleiter-Nanopartikel wie Quantenpunkten. Neben dem Einsatz in der lichtgetriebenen Redox-Katalyse sollen diese als Materialien in der Sensorik oder als Bauteile in der nichtlinearen Optik eingesetzt werden.  

## Veröffentlichungen (Auswahl)
Maria Wächtler ist Autorin von weit über 50 begutachteter Forschungsartikeln. Die folgende Auflistung stellt einige ihrer Übersichtsarbeiten zu ihren Forschungsschwerpunkten dar.
- Maria Wächtler, Julien Guthmuller, Leticia González, und Benjamin Dietzek: Analysis and Characterization of Coordination Compounds by Resonance Raman Spectroscopy. In: Coordination Chemistry Reviews (= 19th International Symposium on the Photophysics and Photochemistry of Coordination Compounds). Band 256, Nr. 15, 2012, S. 1479–1508, doi:10.1016/j.ccr.2012.02.004.
- Maria Wächtler: Spectroscopic investigation of photoinduced processes in novel Ru(II)-polypyridine dyes for light-harvesting and solar-energy conversion. Hrsg.: Friedrich-Schiller-Universität. Jena 2013, DNB 1042978263.
- Ying Zhang, Martin Schulz, Maria Wächtler, Michael Karnahl, und Benjamin Dietzek.: Heteroleptic Diimine–Diphosphine Cu(I) Complexes as an Alternative towards Noble-Metal Based Photosensitizers: Design Strategies, Photophysical Properties and Perspective Applications. In: Coordination Chemistry Reviews. Band 356, 2018, S. 127–146.

- Christine Kranz, Maria Wächtler: Characterizing Photocatalysts for Water Splitting: From Atoms to Bulk and from Slow to Ultrafast Processes. In: Chemical Society Reviews. Band 50, Nr. 2, 2021, S. 1407–1437, doi:10.1039/D0CS00526F.
- Mathias Micheel, Raktim Baruah, Krishan Kumar, und Maria Wächtler: Assembly, Properties, and Application of Ordered Group II–VI and IV–VI Colloidal Semiconductor Nanoparticle Films. In: Advanced Materials Interfaces. Band 9, Nr. 28, 2022, 202201039, doi:10.1002/admi.202201039.